# Roberto Souper Howard
Robert Howard  Souper Rainagle (Harwich, Inglaterra, 9 de septiembre de 1818-batalla de Chorrillos, Perú, 13 de enero de 1881) fue un militar británico que combatió por Chile durante la Guerra del Pacífico.

## Biografía
Hijo de William Henry Souper y Amelia Ann Reinagle; su madre era hija de Philip Reinagle (tuvo un hermano llamado Phillip Dotting Souper Reinagle). Su padre era un oficial del ejército británico, en el 1.er Regimiento de Foot. Se cambió en 1797 a un regimiento para servir en las Indias Occidentales. Fue dirigido por William Myers ya incorporado a los St Vincent Rangers y era conocido como el "Regimiento de los pies de Myers". Él era el maestro de pagos de los Chasseurs Britanniques cuando la familia estaba en Jersey. 
Para educar bien a sus hijos y hacer valer su fortuna, el padre de Robert se trasladó de Inglaterra a Francia, instalándose en Calais. Allí el joven Souper dirigió su primer grupo de combatientes al sumarse a la Revolución de 1830 reuniendo a los muchachos de la ciudad para hacer barricadas contra el prefecto de Carlos X.
En 1831 su profesor declaró que su educación estaba terminada (tenía ya experticia en armar barricadas) y regresó con su madre a Inglaterra, desde donde pasó en 1834, y viajó a Perth (Australia). Se dedicó temporalmente a la agricultura, pero su espíritu inquieto lo dirigió en 1841 a la India, donde participó como voluntario en la primera guerra anglo-afgana (1839-1842), en la cual se destacó por su actuación en la toma del castillo de Serrampare, resguardado por guardias daneses. Regresó a Inglaterra y de ahí se embarcó a Chile en 1843.
Se casó en 1847 con Manuela Guzmán De la Cruz, nieta de los marqueses de Montepío,[cita requerida] con quien tuvo dos hijos: Roberto y Carlos.
Su espíritu aventurero lo llevó a tomar parte de las revoluciones de 1851 y de 1859, luchando del lado rebelde. Fue apresado en ambas oportunidades. Confinado a Magallanes por la última revolución, sublevó la embarcación Olga y se dirigió a Perú. La amnistía le permitió regresar a Chile en 1862 y participar de la guerra contra España como voluntario en la barca Dart.

### Guerra del Pacífico
Durante la Guerra del Pacífico se alistó en el Ejército de Chile el 3 de abril de 1879 como capitán de infantería. Fue nombrado ayudante del ministro Rafael Sotomayor Baeza y estuvo en el combate naval de Angamos.
Nombrado Miembro Agregado del Estado Mayor General, luchó con este título en la toma de Pisagua el 2 de noviembre de 1879 y en la Batalla de Dolores, el 19 de noviembre del mismo año.
Combatió después bajo el alero del nuevo comandante en jefe, Manuel Baquedano, de la misma forma que lo hiciera con el padre de este en 1851. Su título fue el de Ayudante Agregado del General Manuel Baquedano y luchó en la Batalla de Los Ángeles, en la Batalla del Alto de la Alianza en Tacna, y en la toma del Morro durante la Batalla de Arica.

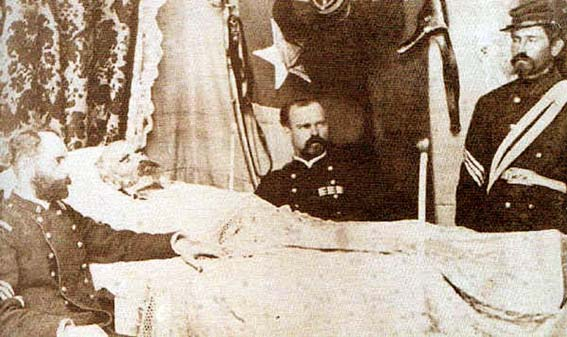
Souper en su lecho de muerte, rodeado de sus hijos Roberto y Carlos Souper Guzmán.

Falleció el 13 de enero de 1881, a raíz de las heridas recibidas en la batalla de Chorrillos, cayendo de su caballo herido por cinco balas, disparadas desde los desfiladeros de Chorrillos.
En su lecho de muerte mandó a llamar a su caballo "Pedro José" y se despidió de él con estas palabras: «Pedro José, aquí tienes a tu amo que va camino de la muerte por un solo balazo; tú, con cinco, estás tan fresco [...]».
Su biógrafo y amigo íntimo, Diego Barros Arana, le dedicó el siguiente epitafio:

ROBERTO SOUPER
1818-1881 
Inglés por nacimiento, chileno por el amor
Murió como héroe al defender el honor de Chile.